# الحارث بن حاطب بن عمرو
الحارث بن حاطب بن عمرو (المتوفي سنة 7 هـ) صحابي من الأنصار من بني أمية بن زيد من الأوس، خرج مع النبي محمد إلى غزوة بدر، إلا أن النبي محمد ردّه في الطريق إلى المدينة المنورة في شيء أمره به، وضرب له بسهم في غنائمها كمن شهدها. وقال الواقدي أنه شهد بعد ذلك غزوات أحد والخندق وصلح الحديبية، وقُتل يوم خيبر. وروى الطبراني أنه شهد مع علي بن أبي طالب وقعة صفين، إلا أن ابن حجر العسقلاني ضعّف سند تلك الرواية.